# Korompay Bertalan
Korompay Bertalan (1908. június 24. – 1995. október 9.) magyar nyelvész, irodalomtörténész, etnográfus, folklorista, tanár, a nyelvtudomány kandidátusa (1952). 
Krompecher Ödön patológus fia, Horváth János irodalomtörténész veje.

## Kutatási területe
Irodalomtörténeti tanulmányaival kapcsolatosan foglalkozott folklórral. Szűkebb szakterülete a tudománytörténet és a finnugorság néprajza volt. 

## Életpályája
Eredeti családneve Krompecher. Nevét 1941-ben változtatta Korompayra. Édesapja  Krompecher Ödön (1870-1926)  patológus, egyetemi tanár, a Magyar Tudományos Akadémia levelező tagja volt.
A budapesti tudományegyetem bölcsészettudományi karán szerzett tanári (1931), majd bölcsészdoktori (1934) oklevelet. 1933-tól egyetemi gyakornok volt. 1936-tól a Néprajzi Múzeum munkatársa, 1943-tól pedig a tanárképző intézet tanára lett. A második világháború után, 1952-ben a nyelvtudomány kandidátusa lett. 1950 és 1968 között középiskolai tanárként dolgozott, többek között a budapesti Kölcsey Ferenc Gimnáziumban.

## Emlékezete
- A Farkasréti temetőben nyugszik (1-453).
- Szemelvények Korompay Bertalan tudományos levelezéséből, 1928-1994 (szerk. Kincses Kovács Éva), Miskolc, 1994.[4]

## Írásai
- A Kalevala keletkezése (tanulmány, 1935)
- Korompay Bertalan: A finnugor régészet őstörténeti tanulságai
- Korompay Bertalan: Finn nyomokon. Folklór, néprajz, irodalom 1-2. /tanulm. 1989./
- Korompay Bertalan: "Aranyálom" - Arany álma (Különlenyomat az Irodalomtörténeti Közlemények 1984. évi 1. számából)
- Korompay Bertalan: Csapdafélék (A vadászat összehasonlító néprajzához), Akadémiai Kiadó
- Korompay Bertalan: A vadászat összehasonlító néprajzához (monográfia, 1983, 1984)